# جيسون ماكيسل
جيسون ماكيسل (بالإنجليزية: Jason Maxiell)‏ مواليد 18 فبراير 1983، هو لاعب كرة سلة أمريكي يلعب مع فريق شارلوت هورنتس في الرابطة الوطنية لكرة السلة ويحمل الرقم 54. يبلغ طوله 6 قدم 7 بوصة (2.0 م).

## فرق لعب لها
- ديترويت بيستونز
- أورلاندو ماجيك
- شارلوت هورنتس

## روابط خارجية
- جيسون ماكيسل على موقع إن بي أي (الإنجليزية)
- جيسون ماكيسل على موقع سبورتس رفرنس (الإنجليزية)
- جيسون ماكيسل على موقع كرة السلة الأوروبية.كوم (الإنجليزية)
- جيسون ماكيسل على موقع إي إس بي إن.كوم (الإنجليزية)
- جيسون ماكيسل على موقع كلية كرة السلة في سبورتس رفرنس.كوم (الإنجليزية)
- جيسون ماكيسل على موقع ريلجم (الإنجليزية)
- جيسون ماكيسل على موقع بروبوليرز (الإنجليزية)
- جيسون ماكيسل على موقع سبورتس رفرنس (الإنجليزية)